# 1 − 2 + 3 − 4 + …

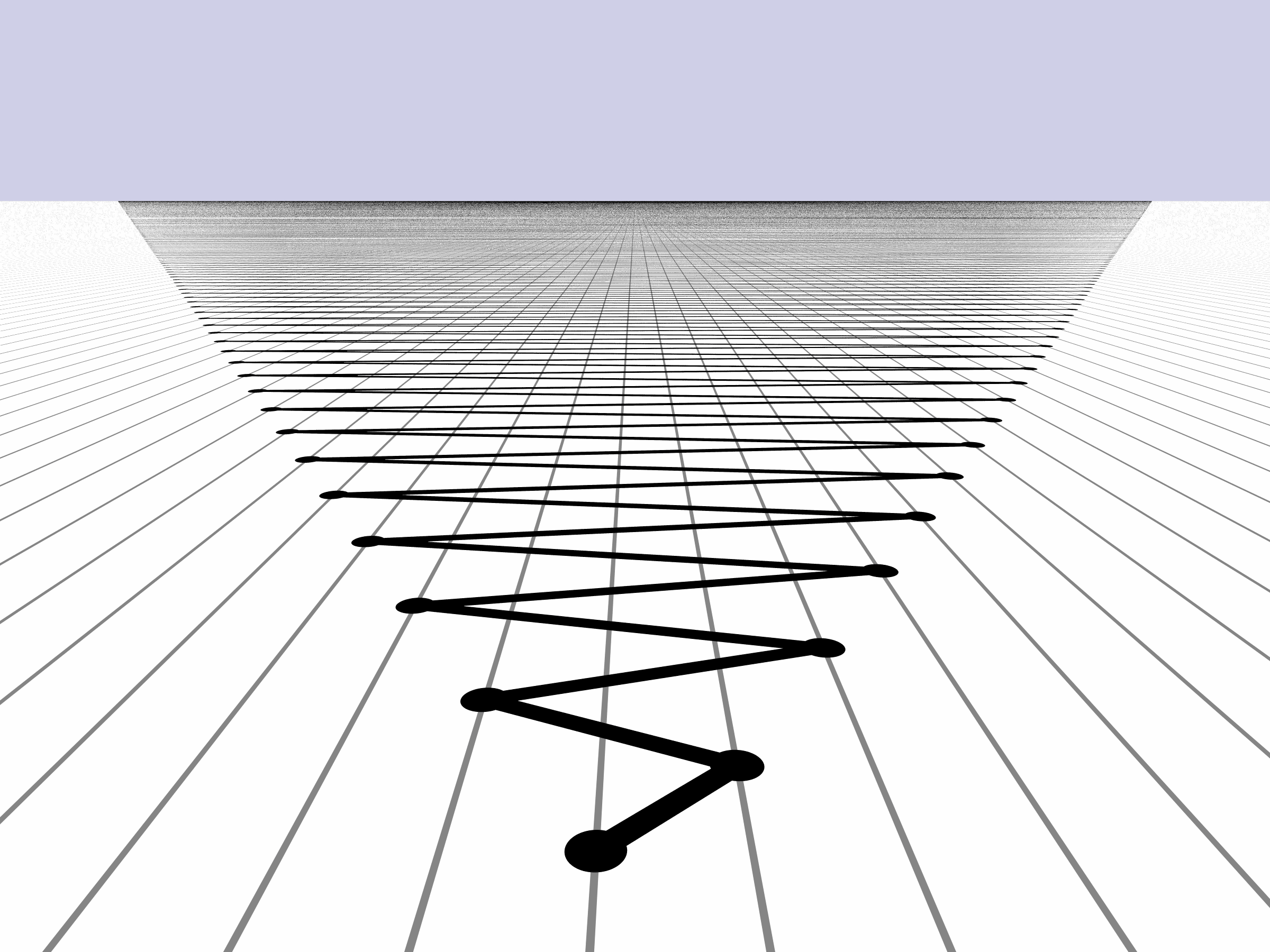
Перші 15 000 часткових сум ряду 0 + 1 − 2 + 3 − 4 + …

1 − 2 + 3 − 4 + … — знакопереміжний ряд, членами якого є  цілі числа.
Часткова сума з номером m цього ряду описується виразом:
{\displaystyle \sum _{n=1}^{m}n(-1)^{n-1}.}
Такий нескінченний ряд є розбіжним, тобто часткові суми ряду не прямують ні до якої скінкінченої границі. Однак, у середині 18-го століття Леонард Ейлер запропонував вираз, який він охарактеризував як «парадоксальний»:
{\displaystyle 1-2+3-4+\cdots ={\frac {1}{4}}.}
Цей знакозмінний (а точніше — знакопереміжний) ряд тісно пов'язаний із рядом Гранді (1 − 1 + 1 − 1 + …). Ейлер трактував ці ряди як два окремих випадки ряду 1 − 2n + 3n − 4n + …, який він вивчав для довільного n, працюючи над Базельською проблемою, і отримав функціональні рівняння для функцій, відомих нині як бета-функція Діріхле і дзета-функція Рімана.

## Розбіжність
Члени послідовності (1, −2, 3, −4, …) не прямують до нуля, тому згідно необхідній умові збіжності ряд розходиться.
1 = 1,
1 − 2 = −1,
1 − 2 + 3 = 2,
1 − 2 + 3 − 4 = −2,
1 − 2 + 3 − 4 + 5 = 3,
1 − 2 + 3 − 4 + 5 − 6 = −3,
…
{\displaystyle \sum _{n=1}^{m}(-1)^{n-1}n\;\;={\frac {(-1)^{m-1}(2m+1)+1}{4}}}
Ця послідовність примітна тим, що в ній присутнє кожне ціле число — навіть нуль, якщо враховувати порожню часткову суму — і таким чином множина значень членів цієї послідовності є зліченною. Ця послідовність часткових сум показує, що ряд не сходиться ні до якого конкретного числа (для будь-якого x можна знайти член, після якого всі наступні часткові суми будуть перебувати за межами інтервалу {\displaystyle [x-1,x+1]}), отже, ряд розходиться.

## Узагальнена сума
Леонард Ейлер запропонував вираз, який він охарактеризував як «парадоксальний»:
{\displaystyle 1-2+3-4+\cdots ={\frac {1}{4}}.}
Математичний метод, який би дозволив інтерпретувати цей вираз, було розроблено набагато пізніше. Починаючи з 1890 року, Ернесто Чезаро, Еміль Борель та інші математики строго сформулювали методи отримання узагальнених сум розбіжних рядів, а також доповнили ідеї Ейлера новими інтерпретаціями. Більшість з цих методів для суми ряду дають результат послідовності 1 − 2 + 3 − 4 + …, що дорівнює 1⁄4. Підсумовування за Чезаро не дає змоги визначити суму ряду 1 − 2 + 3 − 4 + …. Таким чином, щоб отримати якусь узагальнену суму для цього ряду потрібен інший підхід, наприклад, застосування підсумовування методом Абеля.